# Сант-Анджело-Лімозано
Сант-Анджело-Лімозано (італ. Sant'Angelo Limosano) — муніципалітет в Італії, у регіоні Молізе, провінція Кампобассо.
Сант-Анджело-Лімозано розташований на відстані близько 180 км на схід від Рима, 16 км на північ від Кампобассо.
Населення — 353 особи (2014).

## Демографія
Населення за роками:

Станом на 1 січня 2023 року в муніципалітеті офіційно проживало 5 іноземців з 2 країн.

## Сусідні муніципалітети
- Фоссальто
- Лімозано
- Лучито
- Сальчито
- Сан-Б'язе
- Тривенто